# Bo92

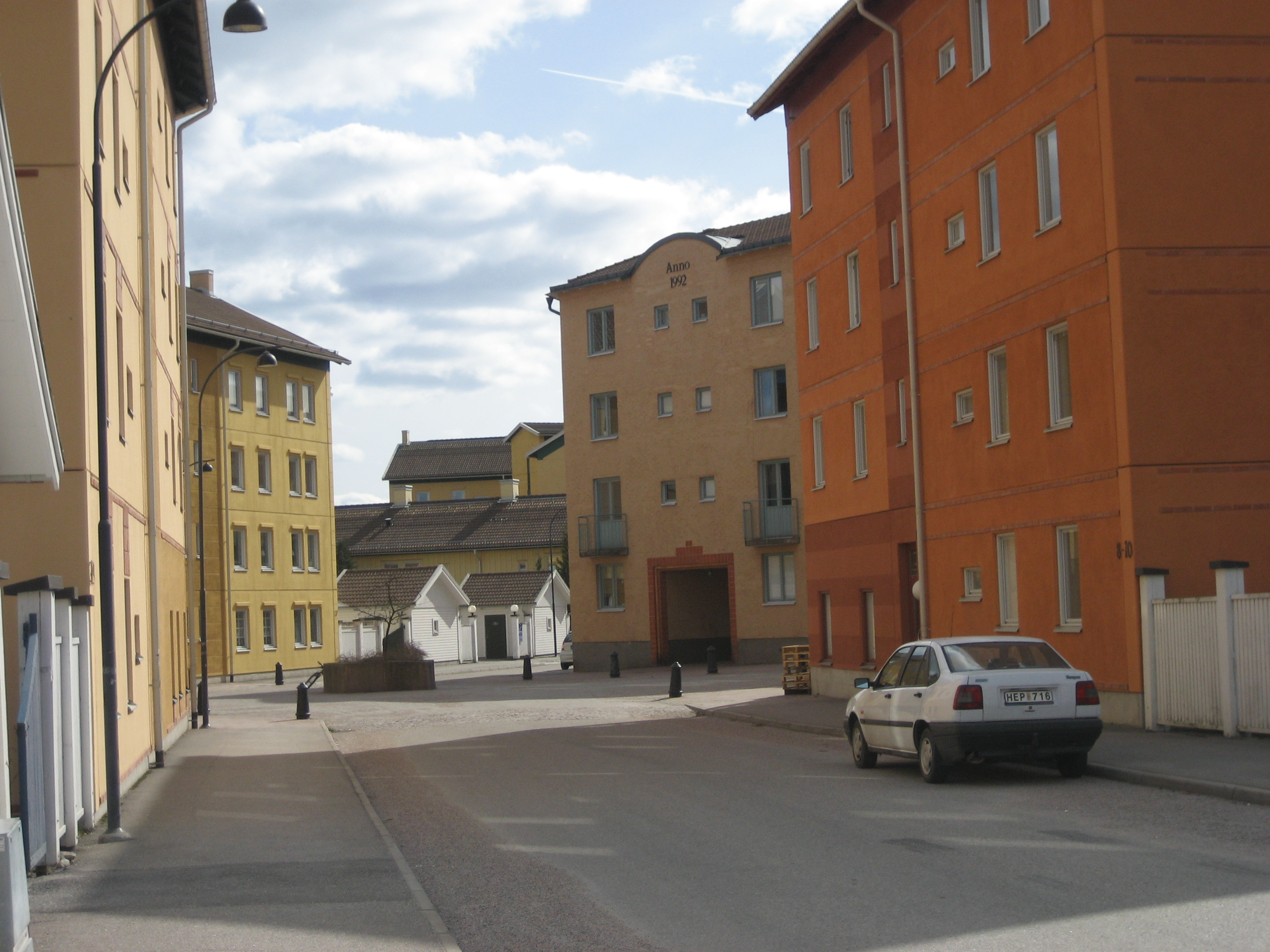
Ett kvarter i Ladugårdsängen.

Bo 92 var en bomässa som hölls 26 juli – 20 augusti 1992 i Örebro. Mässan drevs som ett företag med Örebro kommun som initiativtagare och ägare och resulterade i en helt ny stadsdel på delar av Gamla Örebro flygfält i stadens södra utkant; Ladugårdsängen. Det var första gången som ett helt nytt område uppfördes under en bomässa. Förutom Ladugårdsängen, som omfattade nybyggda bostäder i 13 kvarter med omkring 900 lägenheter, villor, kontorshus, butiker och en skola, byggdes ett kvarter i centrala Örebro, Smedjebacken, mellan Alnängsgatan och Slottsgatan  .
Temat för mässan var ekologi och miljö och de inbjudna arkitekterna fick i uppdrag att integrera olika grupper av människor genom en variation av lägenhetstyper. Detta har visat sig fungera i det variationsrika Ladugårdsängen. Ett annat krav var att man inte skulle fokusera på den klassiska kärnfamiljen vid utformningen.